# Magyar Pénzmúzeum és Látogatóközpont
A Magyar Pénzmúzeum és Látogatóközpont a pénz történetével foglalkozó múzeum Budapesten, az egykori Postapalota épületében. Bejárata a Sándy Gyula közről nyílik. A Magyar Nemzeti Bank alá tartozó intézmény.

## Története
A Magyar Nemzeti Bank Látogatóközpontja 2004. március 19-én nyílt meg. Olyan kiállítás létrehozása volt a cél, amely a pénz történetét, fejlődési állomásait, társadalmi szerepét és a Magyar Nemzeti Bank feladatait komplexen, modern eszközökkel, közérthetőségre törekedve, interaktív módon mutatja be. A Látogatóközpontot 2013. október 14. óta műszaki okok miatt ideiglenesen zárva tartották.
2022. március 16-án nyílt meg a nagyközönség számára a Pénzmúzeum; az intézmény ekkor vette fel mai nevét. A Pénzmúzeum látogatóit az épület Széll Kálmán tér és a Sándy Gyula köz sarkán Szőke Gábor Miklós Robogás című kompozíciója fogadja. A három szinten kialakított múzeum látogatói egy élményutat tesznek meg a pénz világában, amelyet interaktív játékok és látványos vizuális bemutatók kísérnek végig.

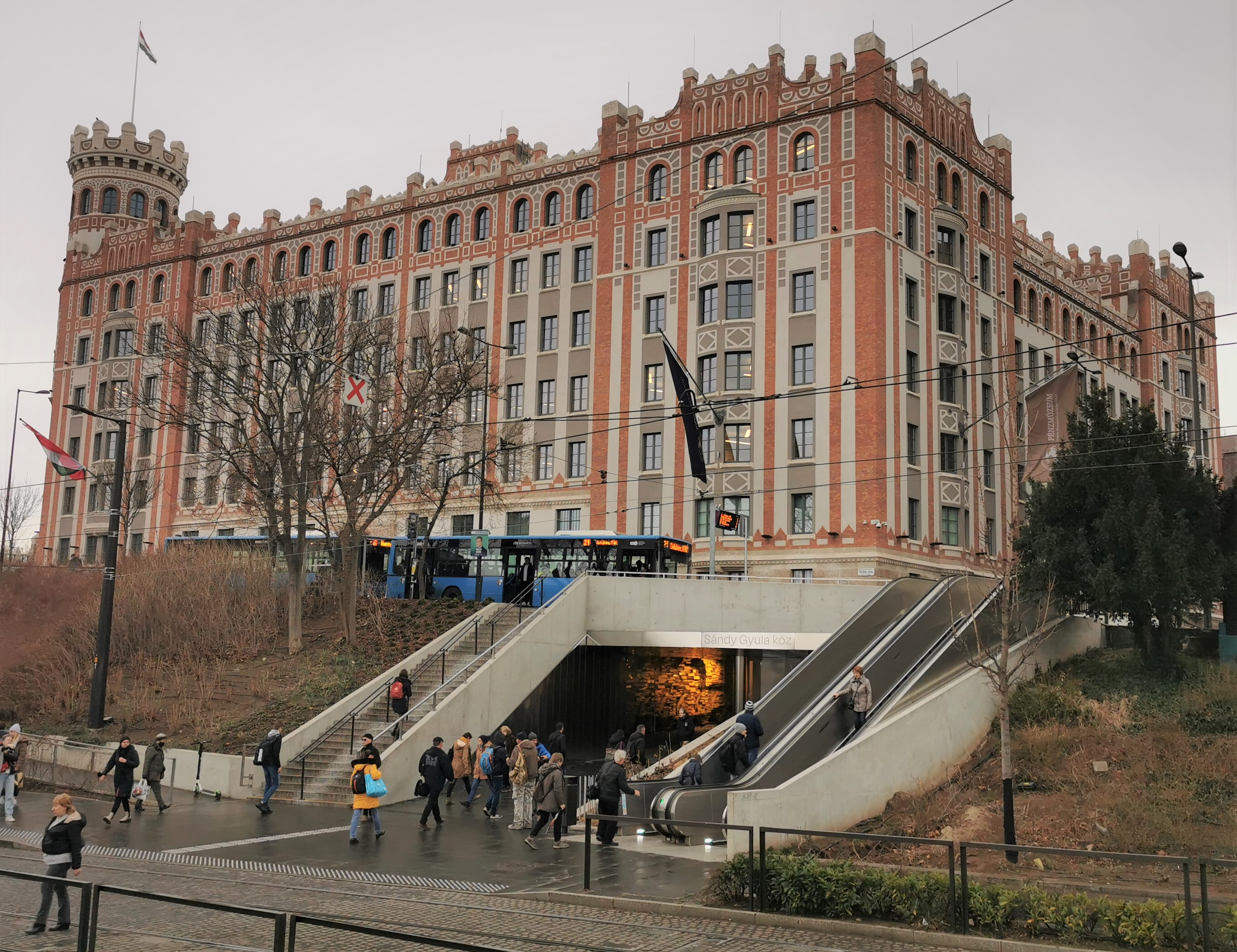
A Postapalota épülete
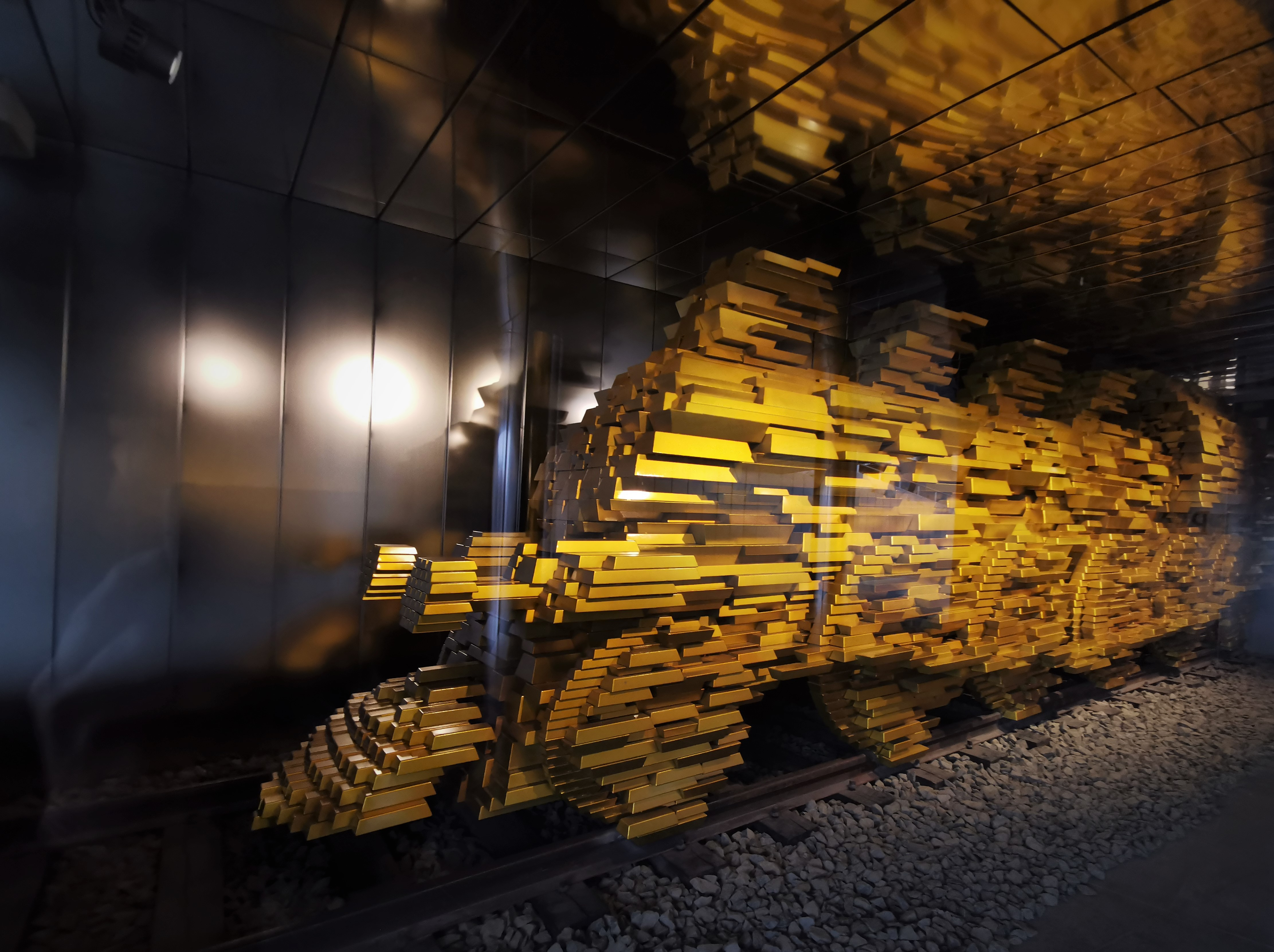
A Száguldás című kompozíció a Sándy Gyula közi aluljáróban
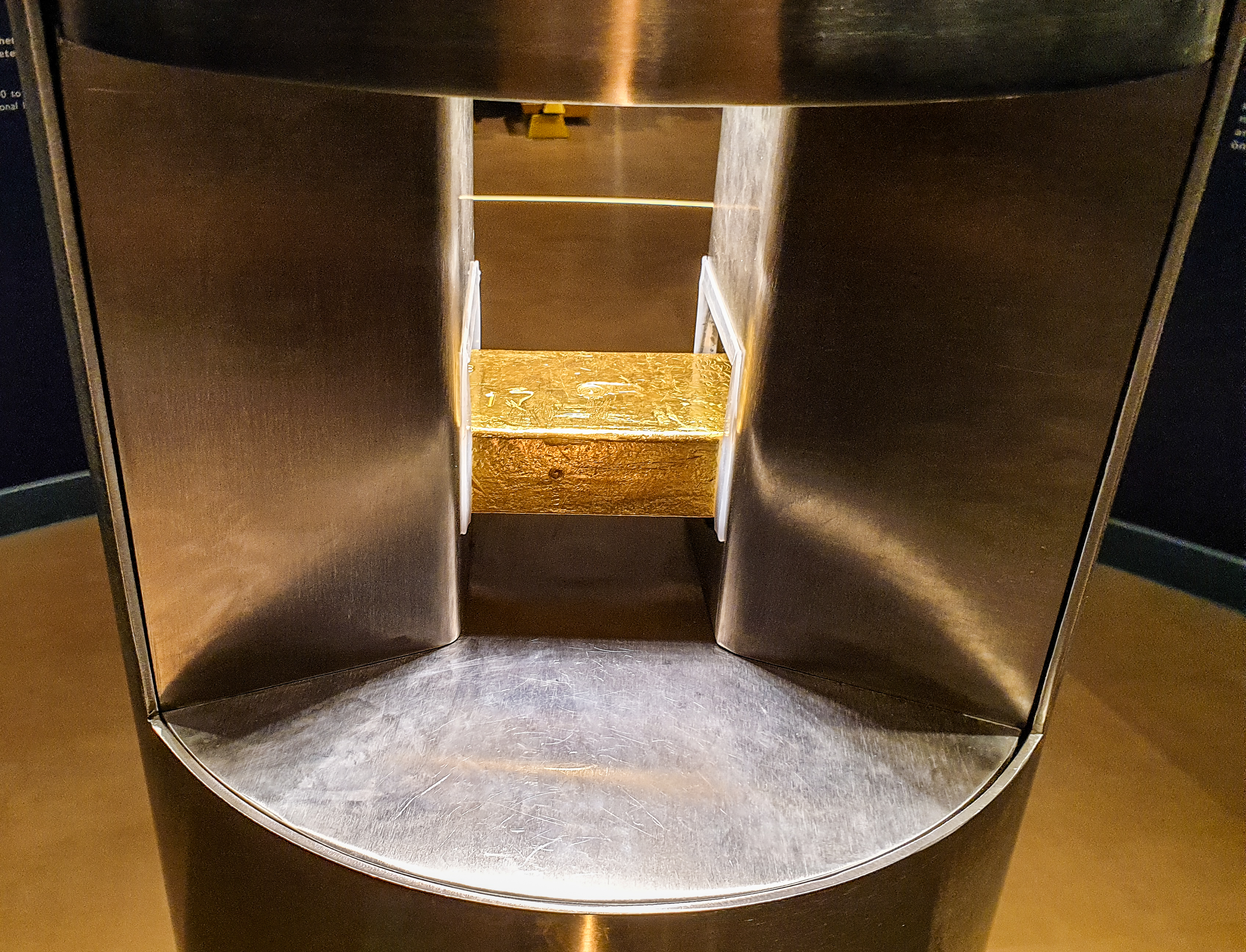
Szabványos aranytömb a múzeumban
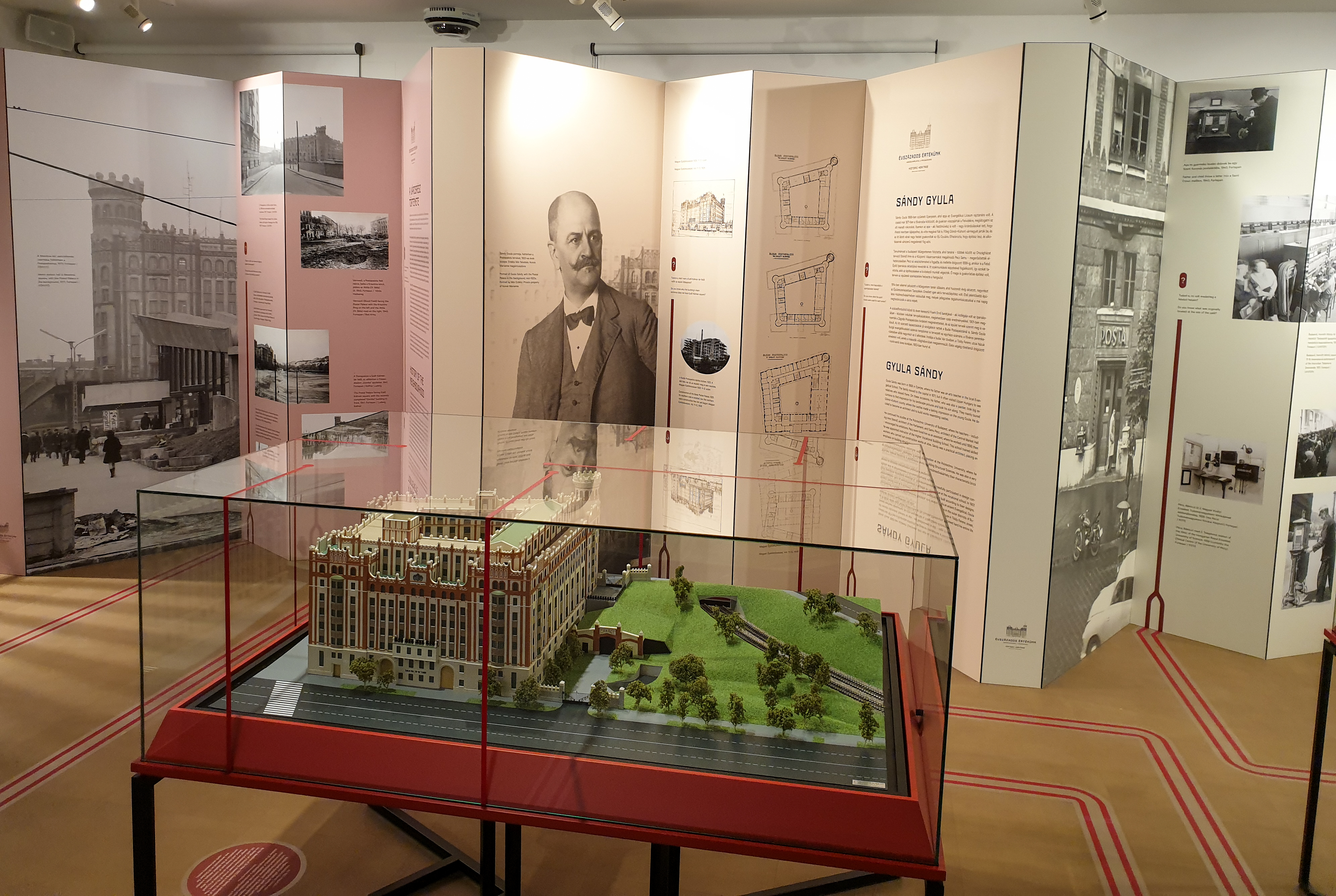
Időszaki kiállítás a múzeumban a Postapalota építészéről, Sándy Gyuláról

## Állandó kiállítás
A Pénz útja címet viselő állandó kiállítás az interaktivitásra és az egyéni tapasztalatszerzés élményére épül, így sok szempontból újszerű megközelítést kínál a pénz történetének, működésének, kulturális és gazdasági jelentőségének áttekintésére.
A kiállítás anyaga a pénz öt fő funkciója, az értékmérés, a forgalmi eszköz, a fizetési eszköz, a világpénz és felhalmozási, azaz kincsképző eszköz köré csoportosul.

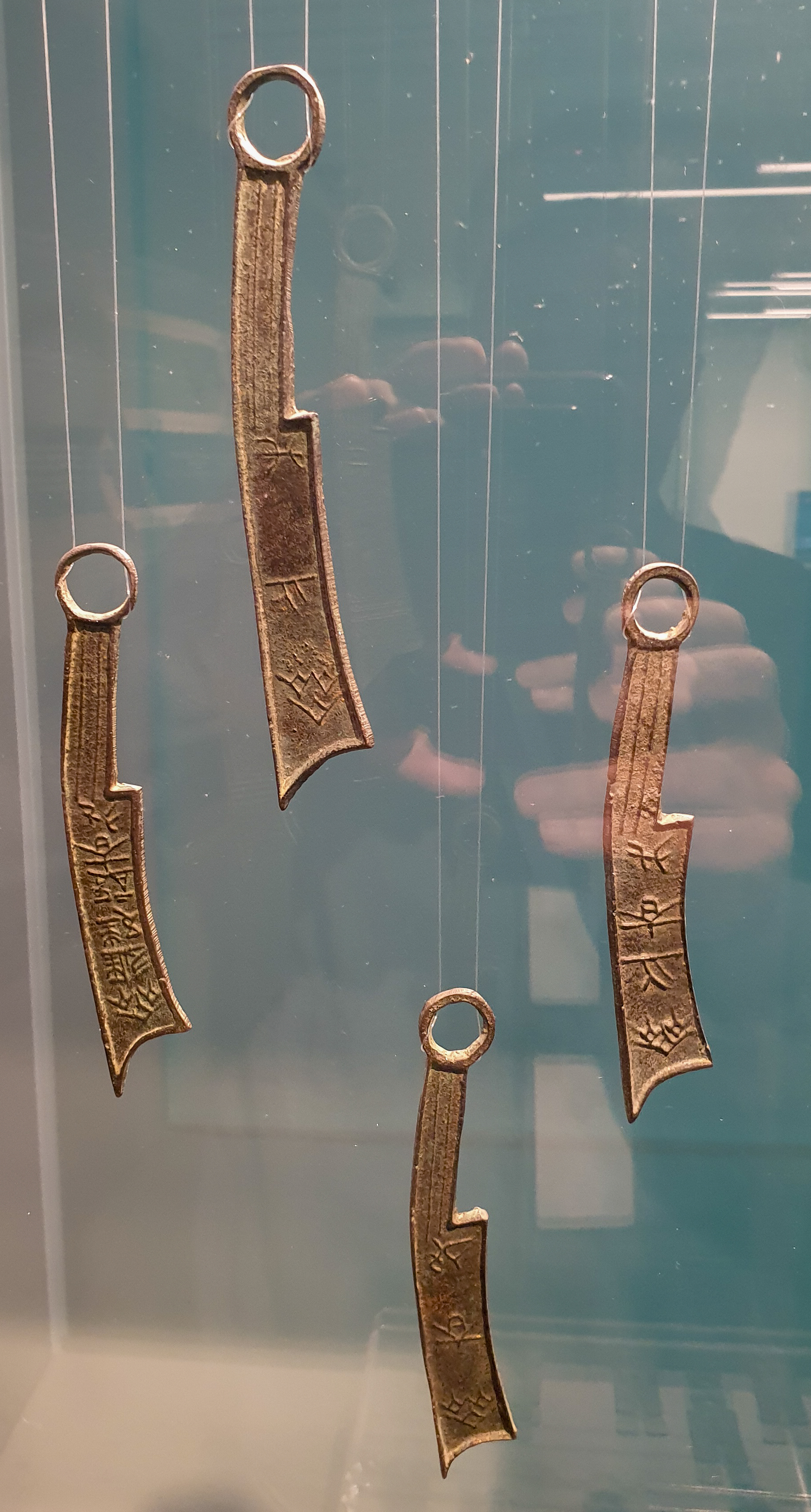
Kínai késpénz (i. e. 600 – i. e. 200)
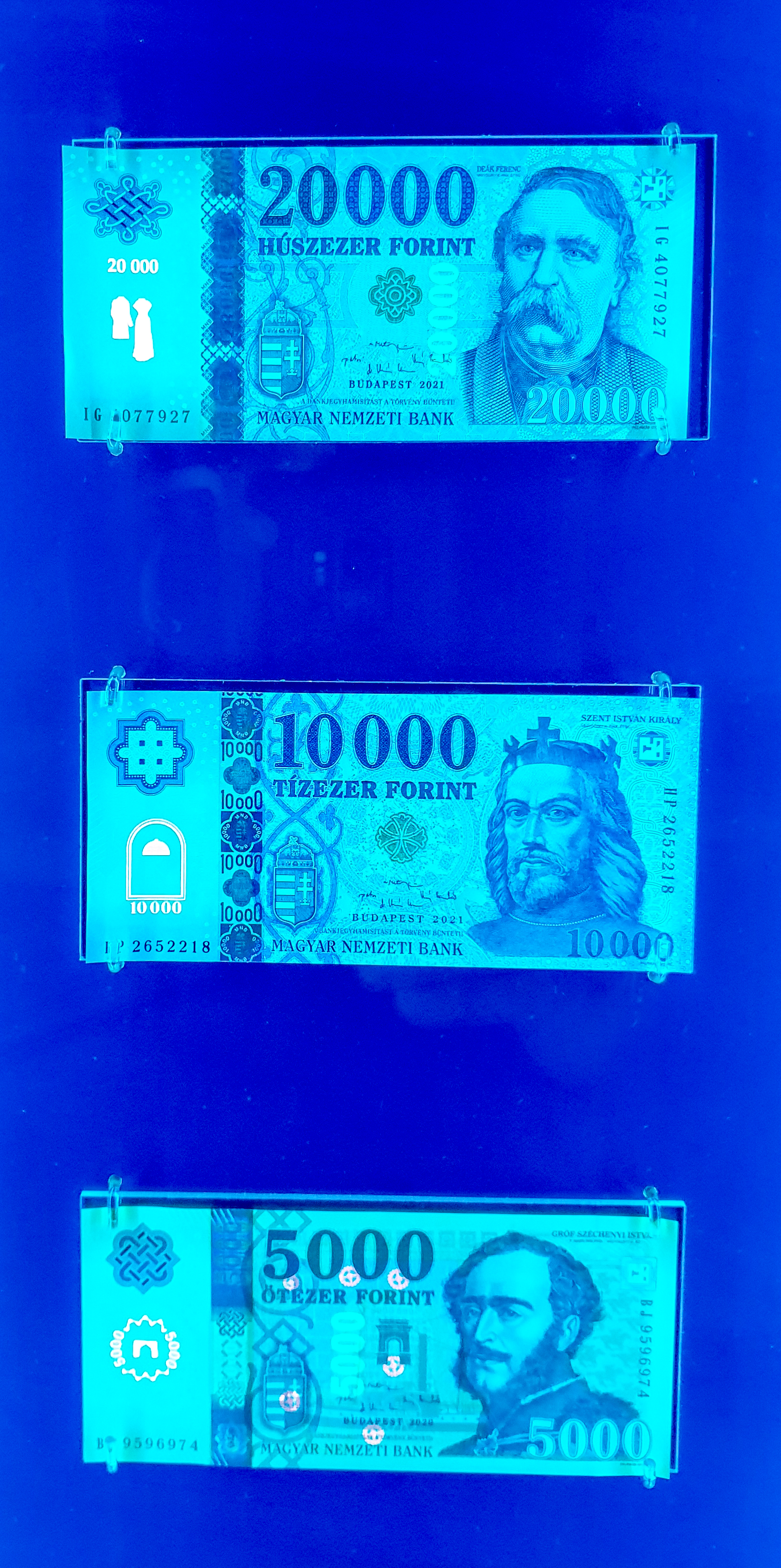
Magyar bankjegyek biztonsági jelei ibolyántúli fényben
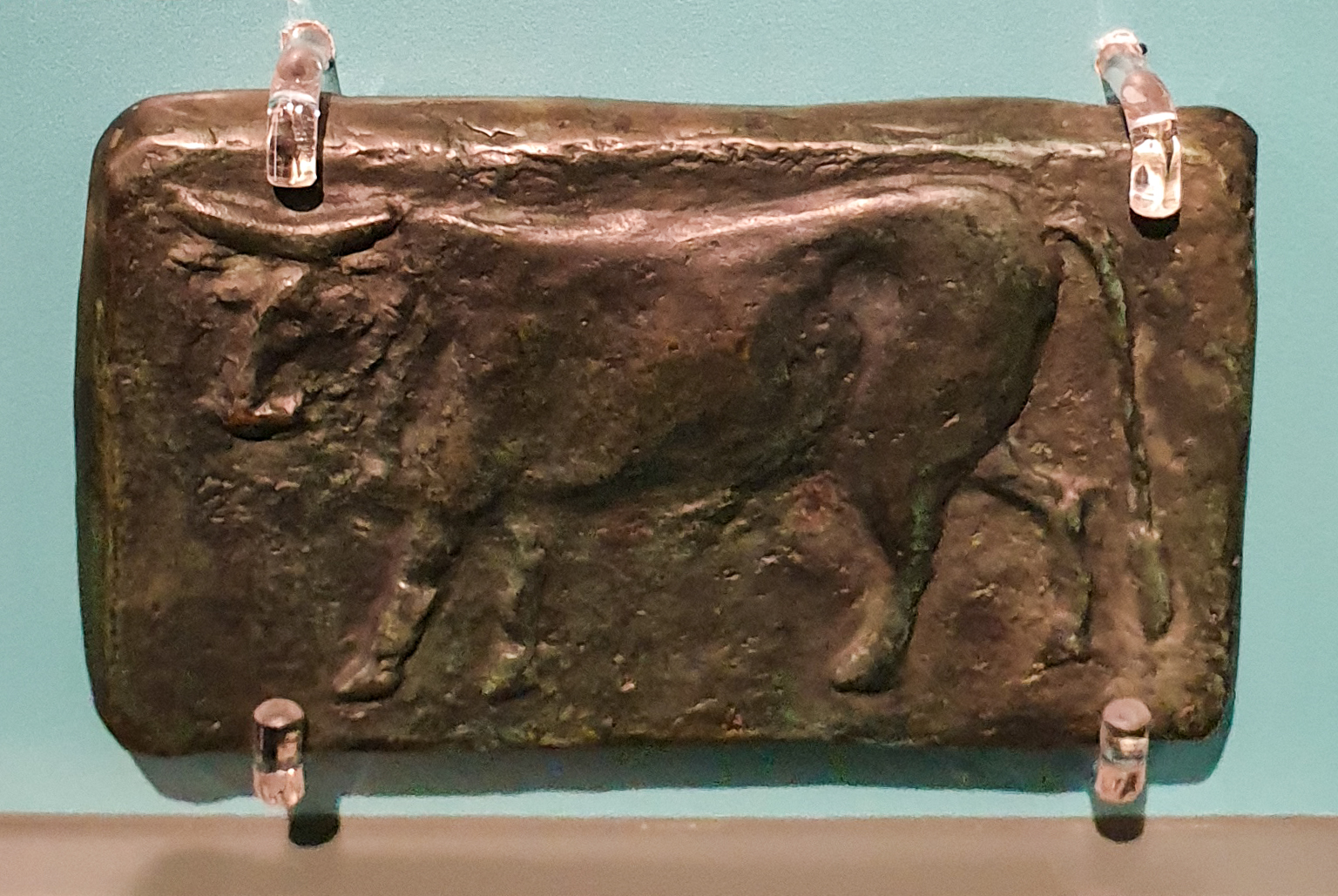
Pénzként használt római réztömb (i. e. 4. század)
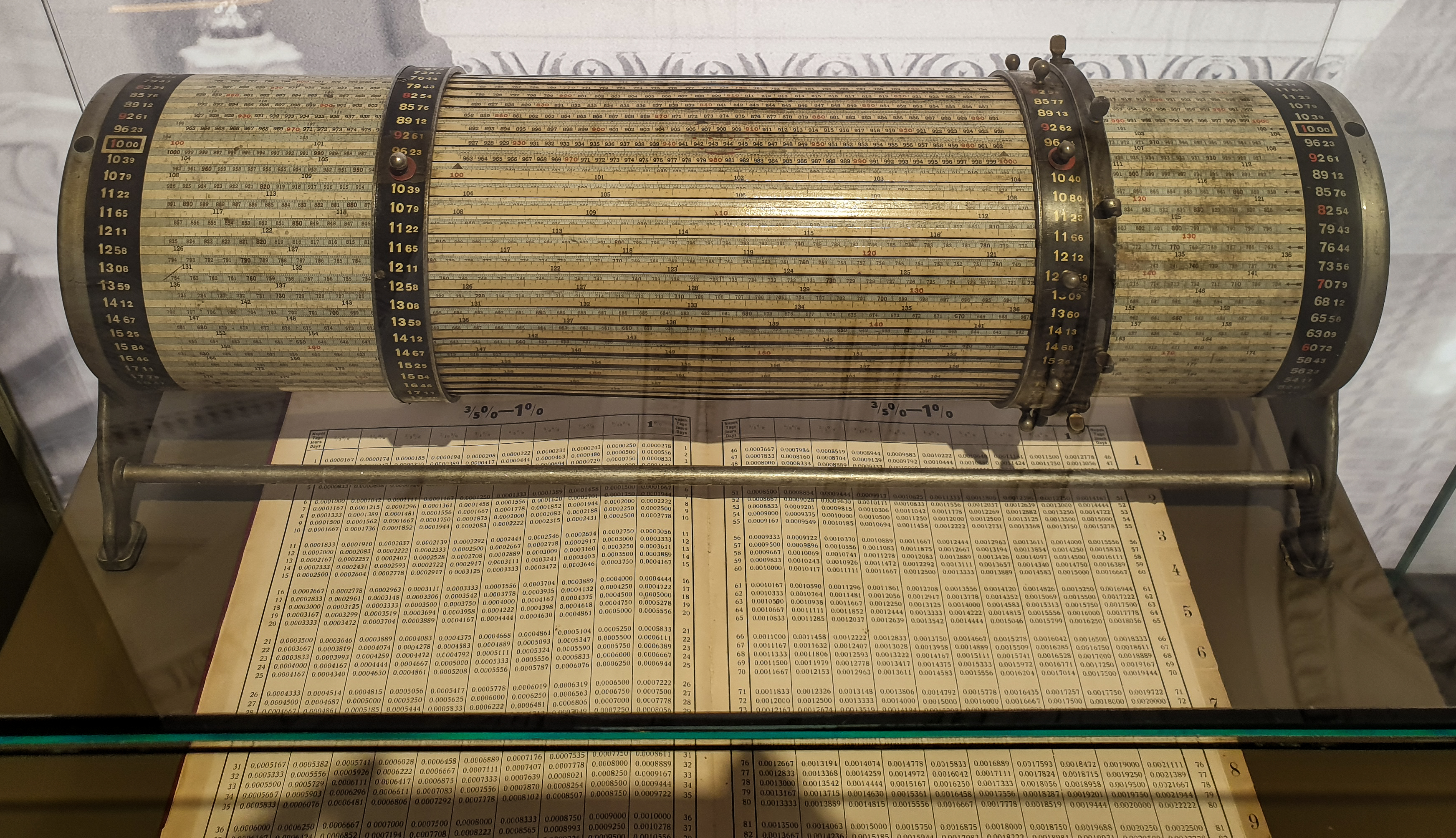
Kamatszámításhoz használt henger, a logarléc módosított formája

### Numizmatikai gyűjtemény

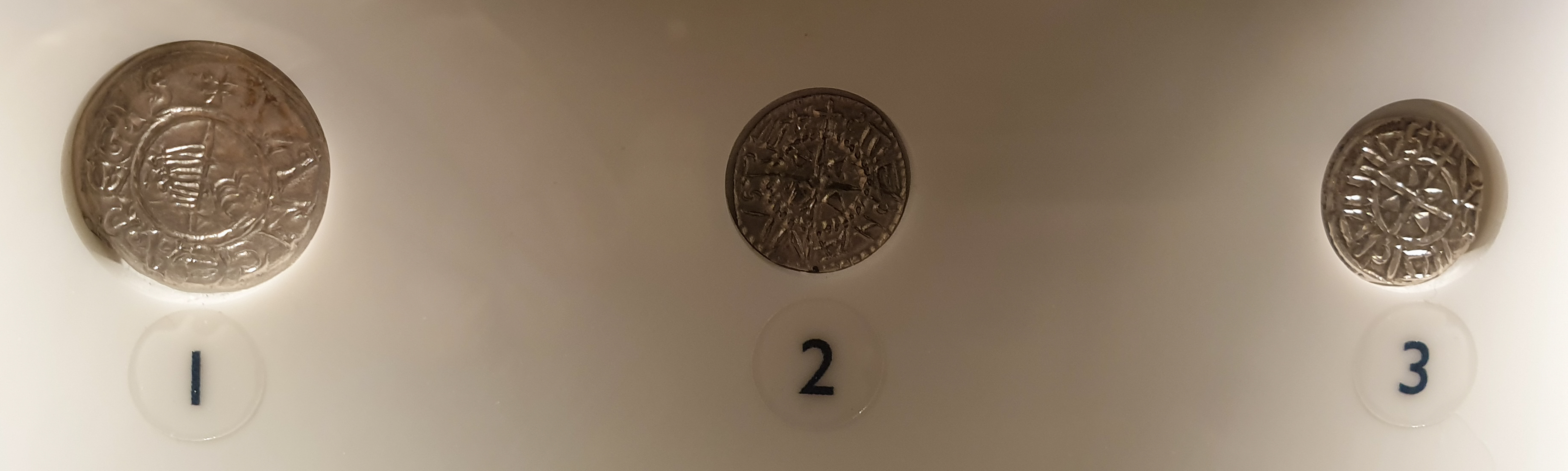
I. István magyar király pénzérméi

A Magyar Nemzeti Bank bankjegy- és érmegyűjteményét is ez a múzeum gondozza. Itt található az ország második legnagyobb numizmatikai gyűjteménye. Az MNB rendszeres gyűjtőmunkája 1924-ben indult meg. A kollekció az ókortól napjainkig tartalmaz érméket, bankjegyeket, értékpapírokat, hangsúllyal a magyar anyagra. A numizmatikai gyűjteményt banktörténeti tárgy- és iratgyűjtemény egészíti ki.

## Múzeumpedagógia
A Pénzmúzeum jelentős múzeumpedagógiai küldetést vállal azzal, hogy igyekszik hozzájárulni  a fiatal generációk és általában a lakosság pénzügyi tudatosságának fejlesztéséhez. A múzeumba látogató iskolás csoportok számára magas színvonalú, pénzügyi témájú foglalkozásokat tartanak.